# Oreocharis georgei
Oreocharis georgei là một loài thực vật có hoa trong họ Tai voi. Loài này được J. Anthony mô tả khoa học đầu tiên năm 1934.